# Босуэлл, Сонни
Уайетт «Сонни» Босуэлл (англ. Wyatt "Sonny" Boswell; 19 мая 1919, Гринвилл, Миссисипи, США — 19 октября 1964, Чикаго, Иллинойс) — американский профессиональный баскетболист. В составе команды «Гарлем Глобтроттерс» стал победителем и самым ценным игроком (MVP) Всемирного профессионального баскетбольного турнира 1940 года. В сезоне 1942/43 годов был одним из первых чернокожих игроков в профессиональной лиге НБЛ. Член баскетбольного зала славы с 2022 года.

## Биография
Начал выступать за клуб «Джесси Оуэнс Олимпианс» в 1937 году в возрасте 18 лет. После Всемирного профессионального баскетбольного турнира 1939 года гастрольная команда «Гарлем Глобтроттерс», занявшая в нём третье место, пригласила Босуэлла в свой состав. На турнире 1940 года Босуэлл становился лучшим бомбардиром команды два раза в четырёх встречах — во втором круге в игре с действующими чемпионами «Нью-Йорк Ренс» он забросил 19 очков из 37, набранных командой в общей сложности, а в финале против «Чикаго Брюинз» 12 из 31. «Глобтроттерс» стали неофициальными чемпионами мира среди профессионалов, а Босуэлл был признан самым ценным игроком турнира.
Босуэлл выступал за «Глобтроттерс» вплоть до 1942 года, когда лишившиеся значительной части своих составов команды Национальной баскетбольной лиги (НБЛ), обычно укомплектованные исключительно белыми игроками, не начали набирать на предстоящий сезон чернокожих баскетболистов. Вместе с Босуэллом в команде «Чикаго Студебейкер Флайерс» оказались ещё пять бывших игроков «Глобтроттерс» — Дюк Камберленд, Берни Пирс, Рузвельт Хадсон, Хилари Браун и Тони Пейтон, работавшие на оборонном заводе и поэтому не пошедшие в армию. Экс-«глобтроттеры» объединили усилия со своими бывшими соперниками из «Чикаго Брюинз», сильнейшим из которых был Майк Новак. Босуэлл провёл в НБЛ 25 игр — 22 в регулярном сезоне (набирая в среднем по 10,4 очка за игру) и три в плей-офф (10 очков в среднем за игру). Он стал четвёртым в лиге по набранным очкам и был включён в символическую сборную НБЛ, но в целом «Флайерс» выступили неудачно (в частности из-за соперничества между Босуэллом и Майком Новаком за лидерство в команде) и перед следующим сезоном распались. В дальнейшем Босуэлл выступал за «Нью-Йорк Ренс» (с которыми проводил отдельные игры и раньше) и ещё одну негритянскую гастрольную команду «Чикаго Монаркс».
По окончании игровой карьеры Босуэлл занимался менеджментом. Несколько лет он был менеджером чикагского отеля «Першинг», затем работал на аналогичной должности в Лос-Анджелесе, а в 1955 году стал генеральным менеджером десегрегированной гостиницы-казино «Мулен-Руж» в Лас-Вегасе, обслуживавшей представителей всех рас. В последние годы жизни он владел боулинг-клубом в Чикаго. Сонни Босуэлл умер в Чикаго в 45-летнем возрасте от внезапного сердечного приступа.
В 2022 году имя Сонни Босуэлла было включено в списки Зала славы баскетбола вместе с именами ещё двух звёзд «Глобтроттерс» — Инмана Джексона и Альберта (Ранта) Пуллинза.